# Sohar Club
Der Sohar Club (arabisch نادي صحار الرياضي, DMG Nādī Ṣuḥār ar-riyāḍī) ist ein omanischer Sportklub mit Sitz in der Stadt Suhar innerhalb des Gouvernements Schamal al-Batina. Der Verein ist insbesondere wegen seiner Fußball-Mannschaft bekannt, besitzt aber auch Abteilungen für Hockey, Volleyball, Handball und Basketball.

## Geschichte
Der Klub wurde am 28. Februar 1972 offiziell gegründet und am 26. Juni 2002 auch offiziell registriert. Erstmals in den vorhandenen Aufzeichnungen ist die Fußball-Mannschaft des Klubs in der Saison 1985/86 zu finden, wo sie die Play-offs um den Aufstieg in die erste Liga gewannen. Zwei Spielzeiten später sind sie hier aber nicht mehr zu finden, womit davon auszugehen ist, dass das Team direkt wieder absteigen musste. Nach der Saison 1995/96 taucht der Klub wieder auf, als er am Ende der Saison als Aufsteiger in die Professional League feststeht. Es gelang der Mannschaft in der Folgesaison der erste bekannte Klassenerhalt in der höchsten Liga des Landes. Auch erreichte man im Oman Cup 1997 das Viertelfinale.
In den nächsten Jahren gelang dem Klub ebenfalls der Klassenerhalt, bevor man in der Spielzeit 1999/2000 mit 17 Punkten als Vorletzter ein weiteres Mal in die zweitklassige First Division abstieg. Nach langer Zeit in der zweiten Spielklasse gelingt es der Mannschaft dann über den dritten Platz am Relegations-Playoff der Runde 2007/08 teilzunehmen und dort den Erstligisten al-Wahda zu eliminieren, womit man wieder in die Professional League zurückkehren durfte. Die Liga war dann aber eine Nummer zu groß für die Mannschaft und mit 14 Punkten stieg das Team direkt nach der Folgesaison als letzter wieder ab. Ein weiteres Mal gelingt dann im Anschluss an die Saison 2012/13 die Qualifikation als Dritter für die Relegation. Diesmal ging es in einem Hin- und Rückspiel gegen Talee'a und nur aufgrund und nach einem 0:0 zuhause, reichte dann auch ein 1:1 in der Ferne für Sohar um erneut die Relegation für sich zu entscheiden. Diesmal gelang es im Vergleich zum letzten Aufstieg aber auch die Klasse zu halten und mit 36 Punkten reichte es am Ende der Spielzeit sogar für den siebten Platz. Bereits nach der darauffolgenden Spielzeit ging es aber wieder um den Abstieg und man musste am Ende auch wieder an der Relegation teilnehmen. Diesmal ging es gegen al-Rustaq, gegen welche nach einem 1:0-Sieg auswärts aber ein 1:1 zuhause ausreichte, um in der Liga zu verbleiben. Danach konnte sich der Klub aber wieder fangen und platziert sich bis heute mit einer Ausnahme in der Saison 2019/20 stets im sicheren Mittelfeld.

## Stadion
Seine Heimspiele trägt der Verein im Sohar Regional Sports Complex in Suhar aus. Das Mehrzweckstadion bietet Platz für 19.000 Zuschauer.